# Садерн Пајнс (Северна Каролина)
Садерн Пајнс (енгл. Southern Pines) град је у америчкој савезној држави Северна Каролина.

## Демографија
По попису из 2010. године број становника је 12.334, што је 1.416 (13,0%) становника више него 2000. године.
| Група             | 2000.         | 2010.         |
| Белци             | 7.618 (69,8%) | 8.579 (69,6%) |
| Афроамериканци    | 2.901 (26,6%) | 2.959 (24,0%) |
| Азијати           | 72 (0,7%)     | 104 (0,8%)    |
| Хиспаноамериканци | 223 (2,0%)    | 482 (3,9%)    |
| Укупно            | 10.918        | 12.334        |